# Eublemma pulcherrima
Eublemma pulcherrima là một loài bướm đêm trong họ Erebidae.